# کوکامیدوپروپیل هیدروکسی سولتن
کوکامیدوپروپیل هیدروکسی سولتن (CAHS) (به انگلیسی: Cocamidopropyl hydroxysultaine) یک سورفاکتانت آمفوتریک مصنوعی از گروه هیدروکسی سولتن است. این ماده در محصولات مراقبت شخصی (صابون، شامپو، لوسیون و غیره) یافت می‌شود. از این ماده به عنوان تقویت کننده فوم، تغلیط کننده و یک ماده ضد الکتریسیته ساکن استفاده می‌کند.

## مطالعات بیشتر
- کوکامیدوپروپیل بتائین